# Caqui (cor)
A palavra caqui (português europeu) ou cáqui (português brasileiro) deriva do persa khak que significa pó, e khaki que significa poeirento, empoeirado ou cor de terra. É utilizada por vários exércitos do mundo para efeitos de camuflagem. Atualmente usada como cor da farda da Polícia Militar do Paraná e como cor do uniforme escoteiro no Brasil.

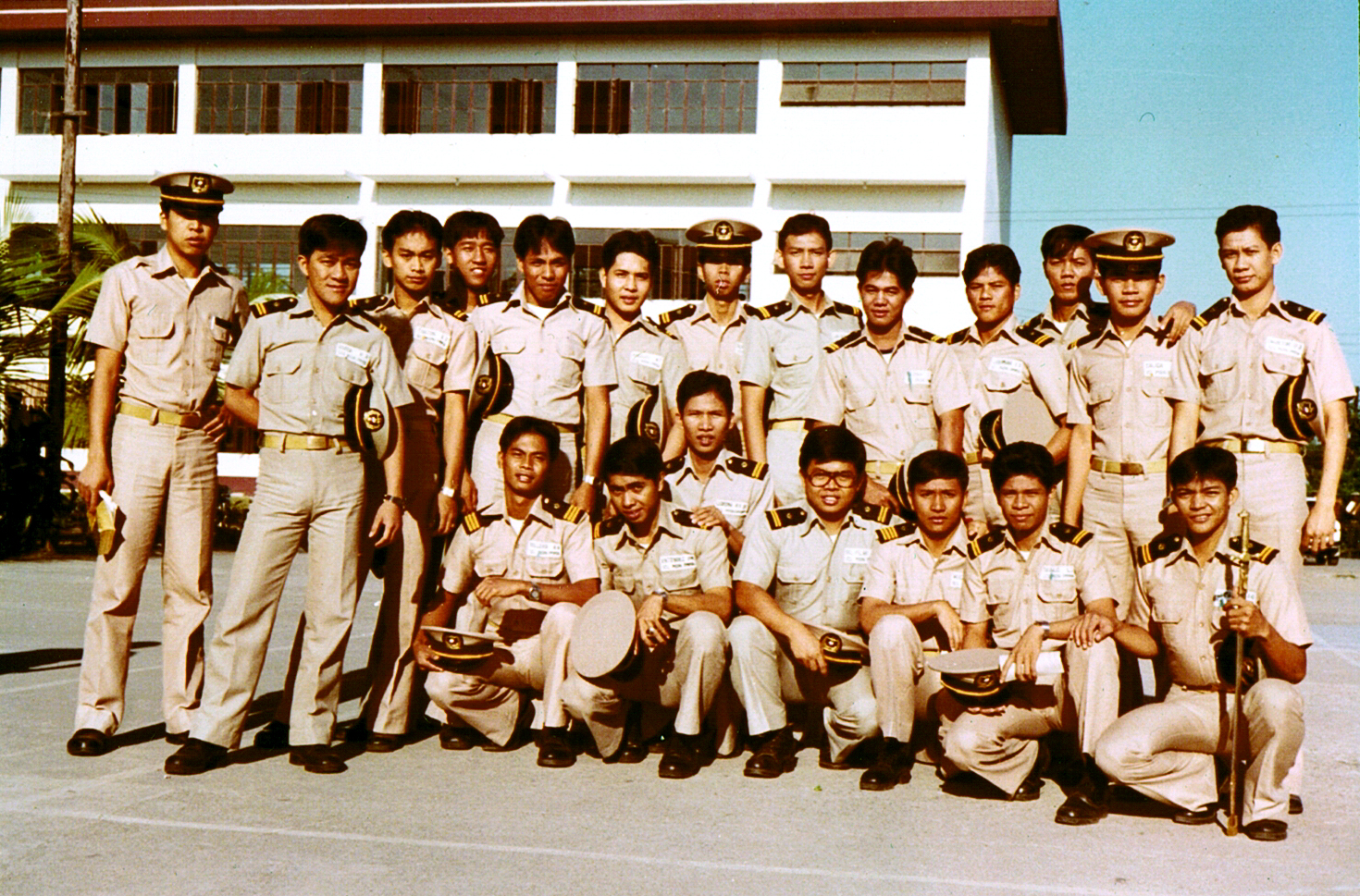
Uniformes de cor cáqui de policiais filipinos

## Caqui
À direita, está a cor caqui em HTML/CSS. Esta é a cor que a maioria das pessoas reconhecem como caqui. É também esta a cor definida como caqui no livro Um Dicionário de Cor, a nomenclatura padrão de antes da introdução dos computadores. 

## Caqui claro
A cor à direita é o caqui claro. Esta é a cor caqui em X11. Este é um dos casos em que o nome em x11 difere do nome em HTML/CSS.

## Caqui escuro
Aqui à esquerda, está a cor caqui escuro. Em x11 esta cor chama-se caqui escuro porque é mais escura que caqui nesse mesmo sistema (e também em HTML/CSS).